# Iris Yassmin Barrios Aguilar
Iris Yassmin Barrios Aguilar (1962) es una abogada, jueza y presidenta del Tribunal primero A de mayor riesgo de Guatemala.

## Formación
Barrios es Doctora en Derecho por la Universidad Mariano Gálvez.

## Trayectoria
Ingresó al Organismo Judicial por concurso. Ha sido Jueza de Sentencia Penal durante veinte años y Presidenta del Tribunal primero A de mayor riesgo de Guatemala.
Ha llevado a juicio varios casos donde estuvieron implicados militares: el asesinato de Monseñor Juan Gerardi después de que entregara el informe Guatemala: Nunca más; el asesinato de una antropóloga en 1990 a manos de militares, o el caso de militares esclavizaron sexualmente a mujeres indígenas en la finca Sepur Zarco.
Fue jueza en el caso de Efraín Ríos Montt, un exdictador de Guatemala. En aquel juicio Montt fue encontrado culpable del genocidio de indígenas maya ixil.  Fue la primera vez que un tribunal nacional probó que un jefe de Estado había cometido un genocidio en su país, lo cual sentó precedente internacional para otros casos similares. Aun así, el 20 de mayo de 2013, la Corte de Constitucionalidad de Guatemala revocó la condena, volviendo el procedimiento al 19 de abril y ordenando que la prueba es reiniciase en aquel punto por considerar que el tribunal no resolvió en su día una recusación planteada en contra de dos de sus miembros por lo que todas las actuaciones judiciales celebradas, deberían ser repetidas.
Desde abril de 2014 estuvo suspendida por un año debido a una queja en su contra realizada por un abogado vinculado a Efraín Ríos Montt. Barrios Aguilar presentó una apelación.

## Reconocimientos
Barrios fue reconocida por el Premio Internacional a las Mujeres de Coraje 2014.
En el 2013, recibió el Premio Derechos Humanos 2013 por el Consejo General de la Abogacía Española y en el 2015, el Programa Cívico Permanente del Banco Industrial le hizo un homenaje por su trayectoria.
Le fue otorgado el Premio al coraje civil de la Fundación Train en 2015.